# Sci di fondo ai XXI Giochi olimpici invernali - 10 km femminile
Nello sci di fondo ai XXI Giochi olimpici invernali la 10 km femminile si disputò in tecnica libera il 15 febbraio 2010 dalle ore 10:00 sul percorso che si snodava nel Whistler Olympic Park con un dislivello massimo di 71 m; presero parte alla competizione 78 atlete, ognuna delle quali partì distanziata di un intervallo di 30 secondi dalla fondista che la precedeva.
Detentrice del titolo era l'estone Kristina Šmigun-Vähi, vincitrice a Torino 2006 dove la competizione si era corsa in tecnica classica.

## Classifica
| Posizione | Atleta                     | Nazione     | Tempo   | Distacco |
| --------- | -------------------------- | ----------- | ------- | -------- |
| 1         | Charlotte Kalla            | Svezia      | 24'58"4 |          |
| 2         | Kristina Šmigun-Vähi       | Estonia     | 25'05"0 | +6"6     |
| 3         | Marit Bjørgen              | Norvegia    | 25'14"3 | +15"9    |
| 4         | Anna Haag                  | Svezia      | 29'19"3 | +20"9    |
| 5         | Justyna Kowalczyk          | Polonia     | 25'20"1 | +21"7    |
| 6         | Riitta-Liisa Roponen       | Finlandia   | 25'24"3 | +25"9    |
| 7         | Evgenija Medvedeva         | Russia      | 25'26"5 | +28"1    |
| 8         | Kristin Størmer Steira     | Norvegia    | 25'50"5 | +52"1    |
| 9         | Valentyna Ševčenko         | Ucraina     | 25'51"1 | +52"7    |
| 10        | Svetlana Šiškina-Malachova | Kazakistan  | 25'53"9 | +55"5    |
| 11        | Arianna Follis             | Italia      | 25'54"1 | +55"7    |
| 12        | Evi Sachenbacher-Stehle    | Germania    | 25'57"7 | +59"3    |
| 12        | Ol'ga Zav'jalova           | Russia      | 25'57"7 | +59"3    |
| 14        | Silvia Rupil               | Italia      | 25'58"5 | +1'00"1  |
| 15        | Aino-Kaisa Saarinen        | Finlandia   | 25'59"5 | +1'01"1  |
| 16        | Claudia Nystad             | Germania    | 25'59"8 | +1'01"4  |
| 17        | Sabina Valbusa             | Italia      | 26'05"8 | +1:07.4  |
| 18        | Marianna Longa             | Italia      | 26'06"2 | +1'07"8  |
| 19        | Natal'ja Korostelëva       | Russia      | 26'07"0 | +1'08"6  |
| 20        | Irina Chazova              | Russia      | 26'08"7 | +1'10"3  |
| 21        | Miriam Gössner             | Germania    | 26'14"8 | +1'16"4  |
| 22        | Vibeke Skofterud           | Norvegia    | 26'16"3 | +1'17"9  |
| 23        | Stefanie Böhler            | Germania    | 26'19"2 | +1'20"8  |
| 24        | Anna Olsson                | Svezia      | 26'23"1 | +1'24"7  |
| 25        | Kamila Rajdlová            | Rep. Ceca   | 26'26"2 | +1'27"8  |
| 26        | Karine Laurent Philippot   | Francia     | 26'27"9 | +1'29"5  |
| 27        | Elena Kolomina             | Kazakistan  | 26'35"6 | +1'37"2  |
| 28        | Sylwia Jaśkowiec           | Polonia     | 26'37"2 | +1:38.8  |
| 29        | Britta Johansson Norgren   | Svezia      | 26'48"1 | +1'49"7  |
| 30        | Caitlin Compton            | Stati Uniti | 26'49"1 | +1'50"7  |